# Barkly West
Barkly West (afrikaans: Barkly-Wes) ist der Sitz der Gemeinde Dikgatlong im Frances Baard Distrikt in der Provinz Nordkap in Südafrika. 2011 hatte die Stadt 8258 Einwohner.
Barkly West liegt nordwestlich von Kimberley. 1869 wurde es als Klip Drift gegründet. Nach der Entdeckung von Diamanten wurde es der damaligen Kolonie Griqualand West zugesprochen und man änderte den Namen in Barkly West. Wie Barkly East ist die Stadt nach Henry Barkly benannt, der von 1870 bis 1877 Gouverneur der Kapkolonie war.